# ラブわん!
『ラブわん!』は、亜月亮による日本の少女漫画。『りぼん』（集英社）にて、2003年1月号から2004年8月号にかけて連載された。単行本は全4巻。

## あらすじ
犬が大好きな中学生の大月のあは、100匹の犬を幸せにすることが目標の13歳。

ある日、のあはバイクに轢かれそうだった犬を助けると、その犬の正体は犬仙人という犬の神様で、助けてくれたお礼にのあは不思議な力を手にする。

そして、のあの同級生・トラちゃんこと寅泰大牙も不思議な力を授かり、犬達を幸せにするために日々奮闘する毎日が始まる。

## 登場キャラクター

### 主要キャラクター
大月 のあ（おおつき のあ）
主人公。中学2年生（13歳）。
明るく天真爛漫な性格。犬が何より大好きな愛犬家で、自室も犬のぬいぐるみや犬の世話の仕方の書籍等と、犬グッズで溢れかえっているほど。
いつも腕につけているのは、小学生の頃に可愛がっていた子犬・テツの首輪で、事故で失って以来、『100匹の犬を幸せにすること』を目標に日々頑張っている。
ある日バイクに轢かれそうだった犬仙人を助け、助けてくれたお礼に「人間を犬に変える力」と「犬語がわかる力」を授かった。
寅泰 大牙（とらやす たいが）
のあのクラスメイト。中学2年生（14歳）。周囲から恐れられる一匹狼の不良で、赤毛が特徴。のあからは当初、「寅泰君」と呼ばれていたが、犬に変身した姿を気に入られて以来、「トラちゃん」と呼ばれるようになった。
両親とは何らかの確執があり、家出をしてアパートで一人暮らしをしており、新聞配達のアルバイトをしている。
トラちゃん
寅泰が犬に変身した姿。赤い毛並みと黒い虎縞模様が特徴の子犬で、犬に変身した人間達の中では変身しても唯一人間の言葉を話せる。のあとの頭突きで元の姿に戻る。
ふじまる
のあが拾った子犬。麿眉が特徴。天然ボケな性格かつ、かなりのおバカキャラだが、別の犬を欲しがっていた前の飼い主にはあまり大切にされていなかった。当初は寅泰のアパートで飼われていたが、連載終盤では寅泰の実家で飼われることになった。
名前はりぼんの読者から一般公募で決定された名前で、捨てられる前は「みっきー」と呼ばれていた。
犬仙人（いぬせんにん）
犬の神様。犬種はホワイトテリア。
人間界を視察中、バイクに轢かれそうだったところをのあと寅泰に救われ、のあ達に不思議な力を与えた。のあ達に力を与えてからはあらゆる面で2人をサポートしていく。
犬仙人曰く、のあのように「犬好きオーラ」を発する人間と引き寄せられる運命を持つらしく、幼い頃の犬男爵と出会ったことがある。

### 犬丸町の住民

#### 飼い主と飼い犬達
りんちゃん
のあの親友。クールかつボーイッシュな性格をした黒髪ショートヘアの少女。よく美少年に間違えられやすい。女子空手部所属。
犬に変身した姿はフラットコーテッド・レトリーバー。
杏々（あんあん）
りんちゃんの家で飼われることになった柴犬。6歳。
小柄だが見かけによらず凶暴で、自分に近付く者は誰だろうと噛みついてくるゆえ、親戚中をたらい回しにされてきた。ひったくり犯を果敢に倒したりんちゃんに惚れ込み、彼女を「姐さん」と呼び慕うようになった。
相川（あいかわ）
のあの担任教師（担当教科は数学）。眼鏡とネクタイがトレードマーク。既婚者。
普段は生真面目な性格だが、作中で最初にのあの力で犬に変身した人物であり、犬に変身した時はあらゆる面でとてつもない才能を発揮し、ドッグショーで優勝したことも。
犬に変身した姿はゴールデン・レトリバー。
グルグル
相川の飼い犬（ビーグル）。明るく能天気な性格で、名前の通りいつもグルグル回っている。相川のことが大好きだが、主人が投げたボールをうまく取ってこれない等、飼い主の命令をうまく聞けないのが難点。
ジロちゃん
のあの家の隣に住む浪人生の青年。チャチャ麿の飼い主だが、何故か嫌われている。
犬に変身した姿は柴犬。
チャチャ麿（チャチャまろ）
ジロちゃんの飼い犬（ポメラニアン）。性別は♂。可愛らしい外見だが、性格は腹黒。のあにはなつくものの、飼い主のジロちゃんにはなつこうとせず、寅泰のことも陰で見下す等とどこかひねくれている。
要田（ようだ）
のあの近所に住む小柄なお婆ちゃん。愛称「要田ばあちゃん」。犬丸町のチワワと飼い主達で構成された「チワワ軍団」のリーダー的存在。
犬に変身した姿はチワワ（スムース）。
びっくり
要田の飼い犬（チワワ）。トレードマークは特徴的な丸い目。
オリ次＆ナル（オリじ＆ナル）
びっくりの兄弟。活発な性格のオスがオリ次、つり目とリボンが特徴のメスがナル。

佐多子（さたこ）
ウェーブがかった黒髪ロングヘアの女性占い師。ミステリアスだが、どこか怖い雰囲気を持つ。のあからよく「サダ子」と呼び間違えられている。
犬に変身した姿はサルーキ。
デビル
佐多子の飼い犬（シベリアン・ハスキー）。性別は♂。飼い主と同じくどこか怖いが、能天気な性格で何故か常に猫背。
羅王寺（らおうじ）
のあ達の一年先輩である番長。15歳。
不良達のボスとして君臨しているが、厳つい外見とは裏腹にのあと肩を並べるほどの無類の犬好きで、自宅の自室も彼女に負けず劣らずの犬グッズで溢れかえっているが、舎弟達はそれに気付いていない。
当初は寅泰と敵対していたものの、子犬のトラちゃんがお気に入りで、寅泰と子犬のトラちゃんが同一人物と知ってからは特に彼を敵視する描写はなくなり、のあとも良好な関係を築いている。
犬に変身した姿は土佐犬。
チャッピー/ブッチャー
羅王寺の飼い犬（ブルドッグ）。6歳。トレードマークは右目の傷。本名はチャッピーだが、のあは飼い主が羅王寺と知るまでブッチャーと勝手に名付けており、今もその名で呼ばれることが多い。
厳つい外見からしてオスと思われがちだが、実は出産経験有りのメス。
牧野 優雅（まきの ゆうが）
のあ達の一年先輩。女子生徒から人気が高い。マイペースな性格だが、のあに怒られるまで飼い犬の新之介の排泄物を始末していなかった。密かにのあのことを気に入っているらしく、寅泰に嫉妬されることがある。
犬に変身した姿はスピッツ。
牧野社長
優雅の父。下の名前は不明。口髭が特徴のダンディな風貌だが、綺麗な女性に目がない女たらし。要田とは幼少の頃からの顔見知り。
初めは過去の出来事から犬（特にチワワ）が大嫌いだったが、ルイに一目惚れするとあっさり犬嫌いはなくなった。
犬に変身した姿はシェットランド・シープドッグ。
新之介（しんのすけ）
優雅の飼い犬（ゴールデン・レトリバー）。9歳。性別は♂。引退したばかりの元盲導犬。礼儀正しい性格で、常に敬語で話す。優雅のことが大好きで、「ぼっちゃん」と呼び、何より信頼している。
宇留田 ルイ（うるた ルイ）
名前の通り、うるうるとした瞳が特徴のおっとりした女性。
犬に変身した姿はキャバリア。
ウルル
ルイの飼い犬（チワワ）。びっくりのいとこ。飼い主同様、うるうるとした瞳が特徴。
犬男爵（いぬだんしゃく）
犬をこよなく愛する大富豪の御曹司。犬仙人とは幼少時代に出会ったことがある。おチビちゃん（トラちゃん）がお気に入りで、のあと度々対立する。
初登場時は飼い主が少し目を離した隙に一通の手紙と札束を残して犬をさらっていく「犬さらい」を行い、さらった犬達を自身の屋敷で可愛がっていた。
無類の犬好きだが、上記の行動を含めて周囲から変態呼ばわりされることが多い。
犬に変身した姿はイングリッシュ・スプリンガー・スパニエル。
オスカー、ユリスモール
犬男爵の飼い犬（ボルゾイ）。犬男爵のことは信頼しているものの、飼い主の異常な愛情表現を鬱陶しく思っているところがあり、「ウザ…」と言いかけてしまうことがある。
エリザベス
犬男爵の妹。兄の犬男爵と同じく犬をこよなく愛しているが、兄より比較的まともな人物。
犬に変身した姿はアメリカン・コッカー・スパニエル。
マリアンヌ
エリザベスの飼い犬（トイ・プードル）。性別は♀。ドッグショーで幾度も優勝を果たしてきたが、実は普通の犬達のように遊ぶことに密かに憧れていた。自転車に乗ることもできる。
ドッグショー後、トラちゃんに惚れ込んでいたが、終盤で彼が人間であることを知って驚くも、マンゴー鈴木の飼い犬・マリモと親密になった様子。

#### その他の人々
瀬田 夏花（せた なつか）
のあ達の学校の体育教師。女子空手部の顧問。美人かつサバサバした男勝りな性格で、寅泰にとって頭の上がらない存在。
羅王寺の舎弟
寅泰と敵対する3年の不良達。メンバー個人の名前は不明で、口髭を蓄えたリーダー格を合わせて4人いる。羅王寺を番長として崇めているが、彼が無類の犬好きであることは一切知らない。
喧嘩を止めようとしたのあによって犬に変身させられた上、彼女から罰として犬の姿でラジオ体操をさせられた。
犬に変身した姿はリーダー格の不良がグレート・デン、他の3人はチャイニーズ・クレステッド・ドッグ、ロングヘアード・ダックスフント、パグにそれぞれ変身した。
ママりん
のあの母。天然な性格。手先は器用で、よく犬のぬいぐるみ等を作っている。
しかし、重度の犬アレルギー（もとい犬恐怖症）で、テレビやぬいぐるみの犬は好きなものの、本物の犬が近づいてくると無数の刃物を投げつけたり、部屋をメチャクチャにするほどのパニック状態を起こしてしまう。彼女の暴走に巻き込まれた寅泰もママりんに対してかなりのトラウマを抱き、恐れている。
寅泰の両親
夫婦揃って、非常に子煩悩かつ過保護な性格で、息子が子犬に変身しても特に動じることなく真っ向から受け入れるほど。
母親は着物を着た和服美人で、札付きの不良達を瞬く間に一掃するほどの実力を誇る薙刀の達人。父親は寅泰が子犬の姿で実家へ戻ってきた時は子犬の姿の息子を泣いて抱きしめた。
実は寅泰の養父母であり、実母は未婚で一人寅泰を産み落としたが、母一人と子一人で生活していくうちに過労で身体を壊してしまった後に子供のいない兄夫婦に養子として引き渡した。